# Beihai, Guangxi
Beihai, tidigare romaniserat Pakhoi,  är en stad på prefekturnivå i autonoma regionen Guangxi i södra Kina. Staden ligger intill Tonkinbukten, omkring 160 kilometer sydost om regionhuvudstaden Nanning.

## Historia
Beihai har traditionellt tillhört Guangdong-provinsen och öppnades 1877 som fördragshamn enligt ett handelsföretag med Storbritannien. År 1951 överfördes orten till Guangxi-regionen.

## Administrativ indelning
Beihai är indelat i tre stadsdistrikt och ett härad:
- Haicheng (kantonesiska: Hoi Sing)
- Yinhai (kantonesiska: Ngan Hoi)
- Tieshangang (kantonesiska: Tit San Gang)
- Hepu härad.

## Klimat
Genomsnittlig årsnederbörd är 2 730 millimeter. Den regnigaste månaden är augusti, med i genomsnitt 636 mm nederbörd, och den torraste är februari, med 32 mm nederbörd.